# NGC 3664
NGC 3664 (również PGC 35041, UGC 6419 lub Arp 5) – magellaniczna galaktyka spiralna z poprzeczką (SBm/P), znajdująca się w gwiazdozbiorze Lwa. Odkrył ją Wilhelm Tempel 14 marca 1879 roku.